# Premi Lumière 2016
La cerimonia di premiazione della 21ª edizione dei Premi Lumière si è svolta il 8 febbraio 2016.

## Vincitori e candidati
I vincitori sono indicati in grassetto, a seguire gli altri candidati.
Miglior film
- Mustang, regia di Deniz Gamze Ergüven
  - Dheepan - Una nuova vita (Dheepan), regia di Jacques Audiard
  - I miei giorni più belli (Trois souvenirs de ma jeunesse), regia di Arnaud Desplechin
  - La Belle Saison, regia di Catherine Corsini
  - La corte (L'Hermine), regia di Christian Vincent
  - Marguerite, regia di Xavier Giannoli

Miglior regista
- Arnaud Desplechin - I miei giorni più belli (Trois souvenirs de ma jeunesse)
  - Jacques Audiard - Dheepan - Una nuova vita (Dheepan)
  - Catherine Corsini - La Belle Saison
  - Philippe Garrel - All'ombra delle donne (L'Ombre des femmes)
  - Xavier Giannoli - Marguerite
  - Maïwenn - Mon roi - Il mio re (Mon roi)

Migliore sceneggiatura
- Philippe Faucon - Fatima
  - Arnaud Desplechin e Julie Peyr - I miei giorni più belli (Trois souvenirs de ma jeunesse)
  - Catherine Corsini e Laurette Polmanss - La Belle Saison
  - Xavier Giannoli - Marguerite
  - Deniz Gamze Ergüven e Alice Winocour - Mustang
  - Arnaud Larrieu e Jean-Marie Larrieu - Vingt et une nuits avec Pattie

Miglior attrice
- Catherine Frot - Marguerite
  - Clotilde Courau - All'ombra delle donne (L'Ombre des femmes)
  - Elsa Zylberstein - Uno più una (Un + une)
  - Emmanuelle Bercot - Mon roi - Il mio re (Mon roi)
  - Isabelle Huppert - Valley of Love
  - Izïa Higelin - La Belle Saison

Miglior attore
- Vincent Lindon - La legge del mercato (La Loi du marché)
  - André Dussollier - Vingt et une nuits avec Pattie
  - Fabrice Luchini - La corte (L'Hermine)
  - Gérard Depardieu - Valley of Love
  - Jérémie Renier - Ni le ciel ni la terre
  - Vincent Macaigne - Due amici (Les deux amis)

Rivelazione femminile
- Günes Sensoy, Doga Zeynep Doguslu, Elit Iscan, Tugba Sunguroglu, Ilayda Akdogan - Mustang
  - Baya Medhaffer - Appena apro gli occhi - Canto per la libertà (À peine j'ouvre les yeux)
  - Golshifteh Farahani - Due amici (Les deux amis)
  - Lou Roy-Lecollinet - I miei giorni più belli (Trois souvenirs de ma jeunesse)
  - Sara Giraudeau - Les bêtises
  - Sophie Verbeeck - À trois on y va

Rivelazione maschile
- Rod Paradot - A testa alta (La Tête haute)
  - Stany Coppet - La Vie pure
  - Quentin Dolmaire - I miei giorni più belli (Trois souvenirs de ma jeunesse)
  - Alban Lenoir - Un Français
  - Félix Moati - À trois on y va
  - Harmandeep Palminder - Bébé Tigre

Migliore opera prima
- Mustang, regia di Deniz Gamze Ergüven
  - Bébé tigre, regia di Cyprien Vial
  - La vie pure, regia di Jeremy Banster
  - Due amici (Les deux amis), regia di Louis Garrel
  - Ni le ciel ni la terre, regia di Clément Cogitore
  - Vincent n'a pas d'écailles, regia di Thomas Salvador

Miglior film francofono
- Much Loved, regia di Nabil Ayouch
  - Appena apro gli occhi - Canto per la libertà (À peine j'ouvre les yeux), regia di Leyla Bouzid
  - Dio esiste e vive a Bruxelles (Le tout nouveau testament), regia di Jaco Van Dormael
  - Es-Stouh, regia di Merzak Allouache
  - L'année prochaine, regia di Vania Leturcq
  - La vanité, regia di Lionel Baier

Premio onorario
- Isabelle Huppert